# Marlene Sjöberg
Marlene Sjöberg (gift Kanto), född 15 januari 1981 i Curitiba, är en svensk före detta fotbollsspelare (försvarare). Efter fotbollskarriären blev hon grundare och VD för RaceONE, vilket är en loppapp där man kan följa deltagare i lopp så som Göteborgvarvet och Vätternrundan.

## Meriter
- SM-guld 2002
- Svenska Cupen-guld 2002, 2010, 2011
- EM-guld 1999 med F18-landslaget
- UEFA Womens Cup-silver 2002
- Champions League-spel 2011–2012
- SM-stora silver 2010-2011
- SM-brons 2007